# Venturi Fétish

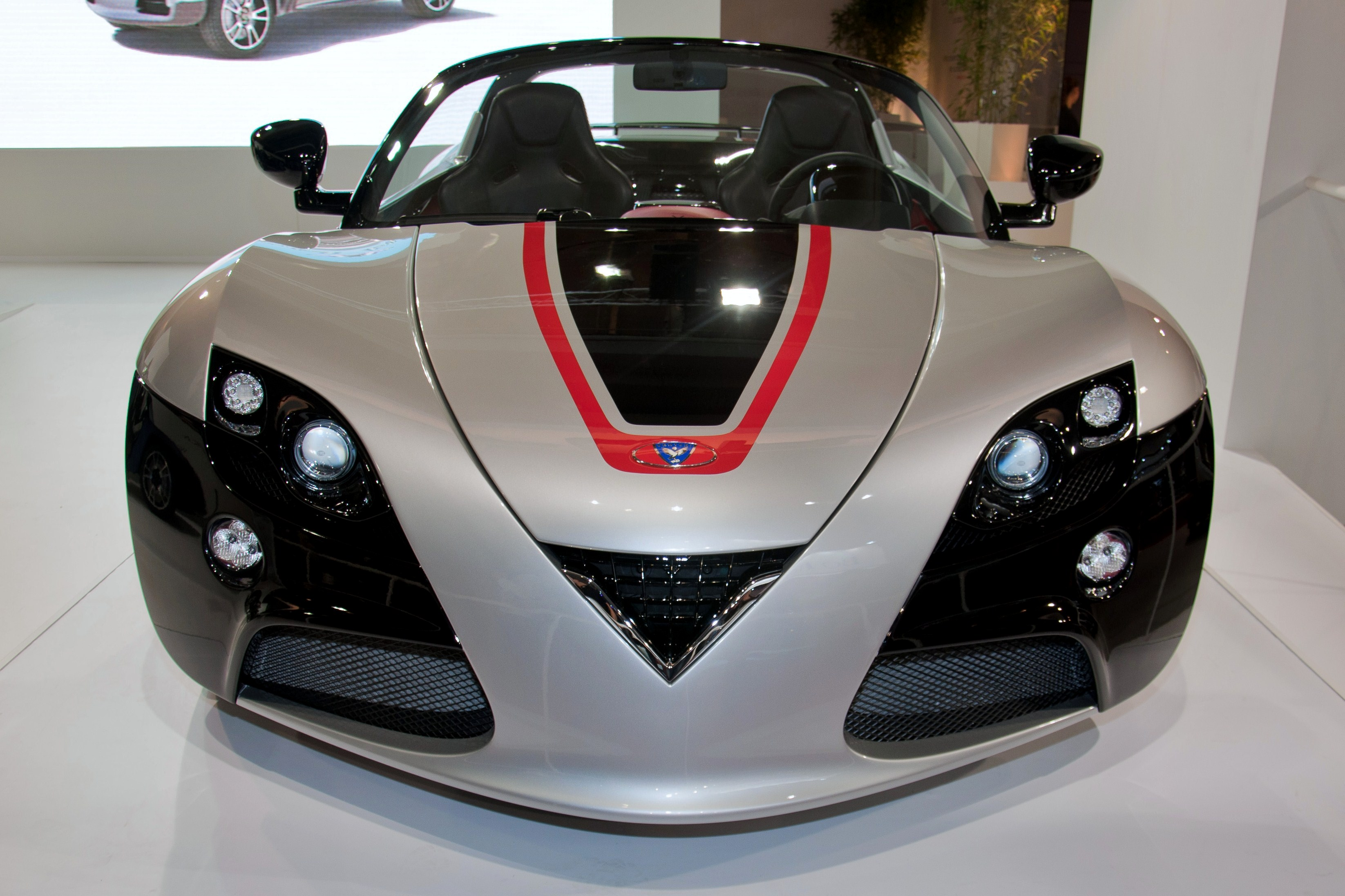

El Venturi Fétish es un deportivo eléctrico de altas prestaciones fabricado por Venturi.
Este vehículo fue presentado por primera vez en el Salón del Automóvil de Ginebra de 2002.  En venta desde 2004, Venturi presentó una renovada versión del Fétish en el Salón del Automóvil de París de 2010.
Tiene una potencia de 300 cv, acelera de 0 a 100 km/h en 4,5 segundos y su velocidad punta es de 200 km/h. La batería de 58 kW/h le proporciona una autonomía media de 350 km.